# Матабелеленд Север
Матабелеленд Север (Matabeleland North) је покрајина Зимбабвеа. Површина је 75.025 km² и број становника је око 700.000 (2002). Лупане је главни град покрајине.
Викторијини водопади (Victoria Falls), који су највећи на свету, се налазе на реци Замбези која чини северну границу покрајине. Хванге национални парк се такође налази у овој покрајини.